# استیو کالیس
استیو کالیس (انگلیسی: Steve Collis؛ زادهٔ ۱۸ مارس ۱۹۸۱) بازیکن فوتبال اهل بریتانیا است.
از باشگاه‌هایی که در آن بازی کرده‌است می‌توان به باشگاه فوتبال ناتینگهام فارست، باشگاه فوتبال پیتربورو یونایتد، باشگاه فوتبال یئوویل تاون، باشگاه فوتبال کرو آلکساندرا، باشگاه فوتبال مکلسفیلد تاون، باشگاه فوتبال تورکی یونایتد، باشگاه فوتبال ساوتند یونایتد، باشگاه فوتبال تیورتون تاون، باشگاه فوتبال روچدیل، باشگاه فوتبال باکستون، باشگاه فوتبال بارنت، باشگاه فوتبال بریستول سیتی، باشگاه فوتبال نورث‌همپتون تاون، و باشگاه فوتبال آلدرشات تاون اشاره کرد.